# Sarah Radclyffe
Sarah Radclyffe (* 14. November 1950), manchmal auch Sarah Radcliffe geschrieben, ist eine britische Filmproduzentin.

## Leben und Wirken
Radclyffe begann ihre Karriere in den späten 1970er-Jahren als Produktionsassistentin in Filmen wie The Tempest von Derek Jarman. Von 1983 bis 1984 war sie Koproduzentin der Comedy-Fernsehserie The Comic Strip Presents…, an der unter anderem Stephen Frears, Peter Richardson, Bob Spiers und Keith Allen als Regisseure arbeiteten. 1984 gründete sie mit ihren Partnern Tim Bevan und Eric Fellner die Produktionsgesellschaft Working Title Films.
Die erste Hauptproduktion dieser Gesellschaft war Mein wunderbarer Waschsalon von Stephen Frears aus dem Jahr 1985. Die bekanntesten Filme von Sarah Radclyffe als Produzentin sind Caravaggio (1986), Wish You Were Here – Ich wollte, du wärst hier (1987), Sammy und Rosie tun es und Zwei Welten (beide 1988), Edward II und  Robin Hood – Ein Leben für Richard Löwenherz (beide 1991), Verführung der Sirenen (1993), Probezeit (Second Best, 1994), Bent (1997), Les Misérables (1998) und The War Zone (1999), für den sie eine Nominierung beim Europäischen Filmpreis erhielt.
Seit 1996 ist Radclyffe mit William Penton Godfrey verheiratet. Das Paar hat zwei Söhne Sam Charles (* 1989) und Callum Penton (* 1995).